# George Rooke
George Rooke foi um oficial naval inglês. Como oficial subalterno, ele viu ação na Batalha de Solebay e novamente na Batalha de Schooneveld durante a Terceira Guerra Anglo-Holandesa. Como capitão, ele transportou o príncipe William de Orange para a Inglaterra e participou da Batalha de Bantry Bay durante a Guerra Williamite na Irlanda.
Como oficial de bandeira, Rooke comandou uma divisão da Marinha Real durante sua derrota na Batalha de Beachy Head. Ele também comandou uma divisão na Batalha de Barfleur e se destacou na Batalha de La Hogue. Mais tarde, ele foi derrotado enquanto escoltava um comboio na Batalha de Lagos.

Rooke comandou a fracassada expedição aliada contra Cádiz, mas na passagem para casa destruiu a frota do tesouro espanhola na Batalha da Baía de Vigo nos estágios iniciais da Guerra da Sucessão Espanhola. Ele também comandou as forças navais aliadas na captura de Gibraltar e atacou a frota francesa na Batalha de Málaga.

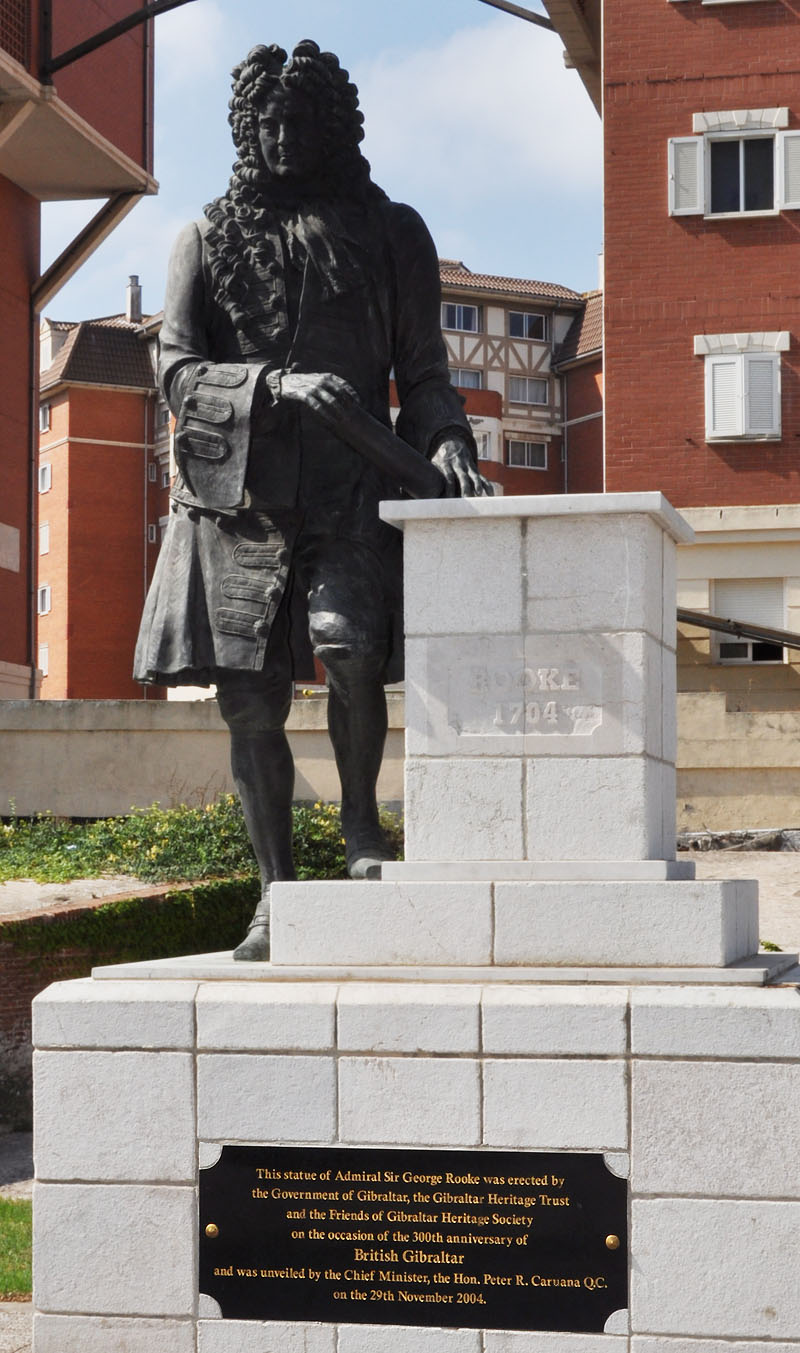
estátua de rooke em Gibraltar